# Parque Estadual Villa-Lobos
O Parque Estadual Villa-Lobos é um parque público, localizado em Alto de Pinheiros, às margens do rio Pinheiros, na cidade de São Paulo, Brasil.
A entrada principal do parque situa-se na Avenida Professor Fonseca Rodrigues.
Inaugurado no final de 1994, o parque, projeto do arquiteto Decio Tozzi, foi originalmente concebido para ser um oásis musical — uma homenagem ao compositor Heitor Villa-Lobos, mas hoje é muito procurado para caminhadas e passeios de bicicletas. Por ser um parque de segunda geração, concebidos com a intenção de conceituar o tempo livre de lazer das populações urbanas como um tempo de cultura e de conhecimento, o Villa-Lobos é proposto como um parque temático musical, moderno e contemporâneo, contendo, além das áreas verdes, equipamentos destinados ao sensível conhecimento da música.

## Estrutura

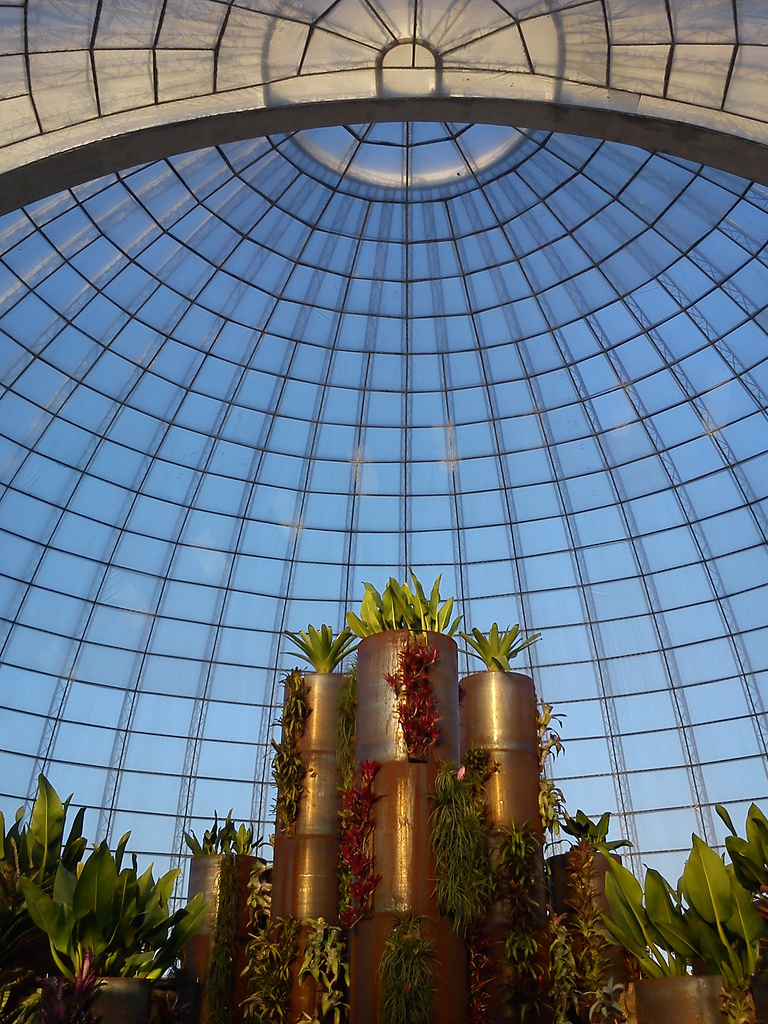
Visão interna do Orquidário Ruth Cardoso

Possui 741 mil m² de área verde, ciclovia, playground, ilha musical para shows e concertos e bosque de Mata Atlântica. A área de lazer inclui ainda aparelhos para ginástica, pista de cooper, tabelas de basquete, 3 quadras para futebol de salão, 7 para tênis, além de quadras poliesportivas, 4 campos de futebol, 2,4km de pistas para caminhadas, 3,5km de ciclovia. Um anfiteatro aberto de 729 m², com 450 lugares, sanitários adaptados para deficientes físicos, lanchonete e 750 vagas para estacionamento.
O parque também promove eventos musicais, especialmente instrumentais, como orquestras e grupos de choro; o complexo de tênis abriga o torneio internacional Aberto de São Paulo. Em dezembro de 2010, foi inaugurado o Orquidário Ruth Cardoso. Também conta com circuito elevado entre as copas de alguns exemplares das árvores do parque.
O público estimado é de cerca de 3 mil pessoas por dia durante a semana e aproximadamente 25 mil nos fins de semana.[carece de fontes?]
Nos finais de semana e feriados, também é possível ver pipas exóticos nos céus do parque, entre eles pipas gigantes, polvos, Asas Deltas e Parafoils. Diversão garantida e sem "cerol" (cortante), pois o mesmo é proibido no parque.
A segurança do parque é auxiliada pela Polícia Militar, que está baseada no local com a 1ª CIA do 23º BPM/M; uma equipe terceirizada complementa a segurança local.
Em abril de 2024, uma ciclopassarela interligando o parque à Ciclovia do Rio Pinheiros foi inaugurada. A passarela ainda conta com um acesso à Estação Villa Lobos-Jaguaré.

## História

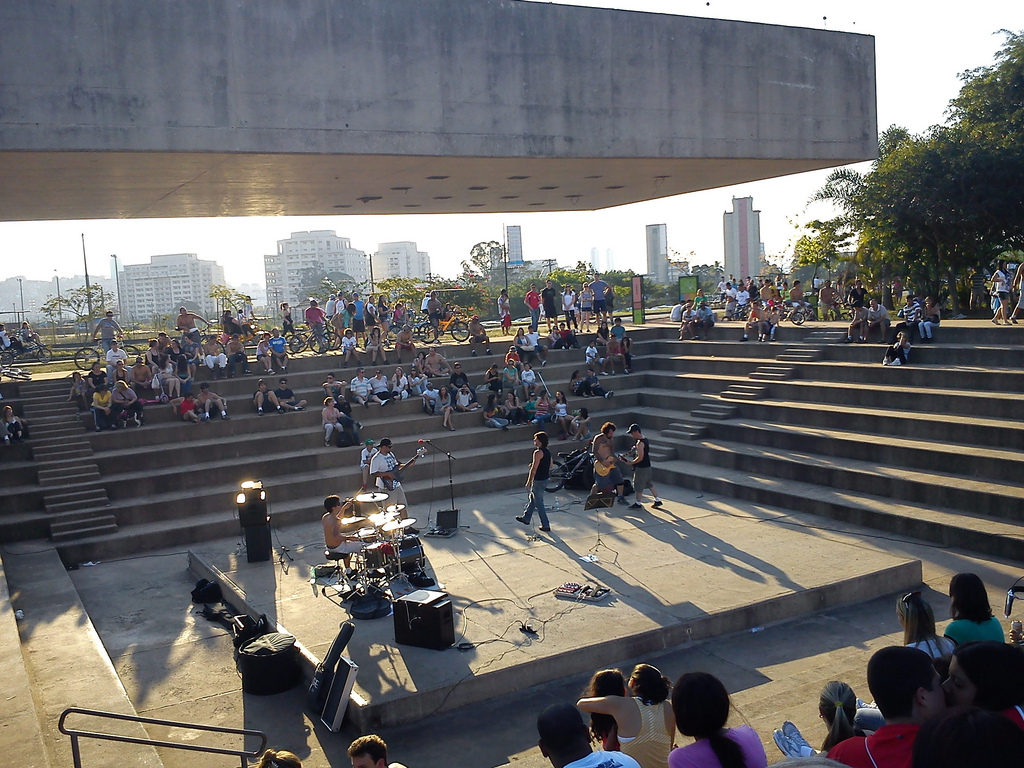
Ilha musical do parque

Em 1987, comemorava-se o centenário de nascimento de Villa-Lobos. No ano seguinte, os Decretos Estaduais 28.335 e 28.336/88 destinavam a área atual do parque à implantação de um “parque de lazer, cultura e esporte".
Antes de 1989, em sua porção mais a oeste havia um depósito de lixo do CEAGESP, onde cerca de oitenta famílias recolhiam alimentos e embalagens, na parte leste ao lado do Shopping Villa-Lobos, era um depósito de material dragado do Rio Pinheiros e na porção central o antigo proprietário permitia o depósito de entulho de construções.
Antes da reconstrução, o parque constituía-se em um grande descampado. Boa parte dos seus 750.000 metros quadrados são de área verde.
Com as reformas, houve o plantio de árvores e a instalação de lanchonete e sanitários, fornecendo a infra-estrutura necessária a seu funcionamento. A base da polícia militar instalada no local resolveu o problema da segurança.[carece de fontes?]
Em 2004, o Decreto 48.441 passou a administração do parque para a Secretaria do Meio Ambiente do Estado de São Paulo. Em 2010, foram retiradas 15 barracas de alugueis e de comida, que atuavam há mais de 10 anos no local. Em seu lugar, a partir de uma licitação, 2 empresas controlam agora, cada uma, as barracas de aluguel dos equipamentos e da venda de alimentos. As duas empresas permanecerão por 30 meses no local e juntas pagarão ao Governo 6,2 milhões de Reais. Em 2011, foi anunciada a ampliação em 20% da área do parque, onde hoje está localizado o canteiro de obras da Linha 4 do Metrô de São Paulo.
O parque já recebeu em 2011 o espetáculo Varekai do "Cirque Du Soleil", e em 2013 voltou a receber a trupe com o espetáculo "Corteo".

## Complexo de tênis
Trata-se de um complexo público de tênis composto por 7 quadras de superfície dura (cimento), localizadas no interior do parque. Com capacidade para 4.500 espectadores, era a sede do torneio Aberto de São Paulo. 
Em 2025, sediará o WTA de São Paulo, evento feminino de tênis. O evento marca a volta de um torneio nível WTA para a capital paulista depois de 25 anos de hiato.

## Horta
No parque também há um espaço onde você pode encontrar uma horta com grande variedades, como por exemplo: manjericão, menta, alfazema, canfora, novalgina, babosa, citronela entre outras. Os atendentes são bem atenciosos e dispostos a tirar qualquer dúvida referente as plantações, e você ainda pode levar hortaliças para casa.

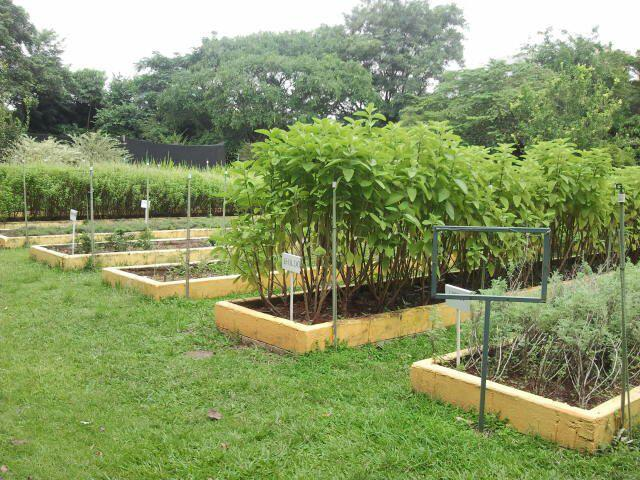
Horta do Parque Villa Lobos